# Női 800 méteres gyorsúszás a 2004. évi nyári olimpiai játékokon
A női 800 méteres gyorsúszást a 2004. évi nyári olimpiai játékokon a japán Sibata Ai nyerte a francia Laure Manaudou és az amerikai Diana Munz előtt. 

## Rekordok
| Világcsúcs     | Janet Evans (USA)    | 8:16.22 | Tokió, Japán       | 1989. augusztus 20.  |
| Olimpiai csúcs | Brooke Bennett (USA) | 8:19.67 | Sydney, Ausztrália | 2000. szeptember 22. |

## Döntő
| # | Név              | Ország             | Eredmény | Megjegyzés |
| - | ---------------- | ------------------ | -------- | ---------- |
| 1 | Sibata Ai        | Japán              | 8:24.54  |            |
| 2 | Laure Manaudou   | Franciaország      | 8:24.96  |            |
| 3 | Diana Munz       | Egyesült Államok   | 8:26.61  |            |
| 4 | Kalyn Keller     | Egyesült Államok   | 8:26.97  |            |
| 5 | Erika Villaecija | Spanyolország      | 8:29.04  |            |
| 6 | Rebecca Cooke    | Egyesült Királyság | 8:29.37  |            |
| 7 | Jana Henke       | Németország        | 8:33.95  |            |
| 8 | Simona Paduraru  | Románia            | 8:37.02  |            |